# نورمان غوردون
نورمان غوردون (6 أغسطس 1911 في جنوب أفريقيا - 2 سبتمبر 2014) (بالإنجليزية: Norman Gordon)‏ هو لاعب كريكت جنوب أفريقي. شارك مع منتخب جنوب أفريقيا الوطني للكريكت. أما مع النوادي، فقد لعب مع Gauteng (cricket team) ‏.

## وصلات خارجية
- نورمان غوردون على موقع إي آس بي آن كريك إنفو (الإنجليزية)